# Гетнер Адольф Христофорович
Адольф Христофорович Гетнер (8 січня 1887, Мітавський (або Добленський) повіт Курляндської губернії, тепер Латвія — розстріляний 1938, СРСР) — радянський діяч, секретар ЦК КП(б) Білорусії, народний комісар юстиції РСР Литви та Білорусії, прокурор Білоруської СРР. Член Центрального бюро КП(б) Білорусії з 1 березня до 15 жовтня 1921 року та з 19 березня 1922 до 10 лютого 1924 року. Член ЦВК Білоруської СРР з 1921 до 1925 року, член ЦВК СРСР у 1922—1924 роках.

## Життєпис
Навчався в Мітавському реальному училищі Курляндської губернії. Працював друкарем.
Член РСДРП з 1904 року. У 1907 році був заарештований за революційну діяльність.
З 1914 до 1918 року служив у російській армії, воював на Західному фронті, учасник Першої світової війни.
Учасник Жовтневого перевороту 1917 року в Смоленську. До січня 1918 року — член Смоленського військово-революційного комітету; член Смоленської губернської Ради народних комісарів.
З січня 1918 року — комісар судового відділу Смоленської губернської ради; комісар юстиції Смоленської губернії.
З 4 до 27 лютого 1919 року — народний комісар юстиції РСР Білорусь. З 28 лютого до 25 липня 1919 року — народний комісар юстиції РСР Литви та Білорусії.
З липня 1919 року — в Червоній армії: голова Революційного військового трибуналу 16-ї армії. Брав участь у радянсько-польській війні 1920 року.
У липні — листопаді 1920 року — член Мінського губернського революційного комітету; голова Вищої партійної інспекції КП(б) Білорусії.
2 березня — 28 квітня 1921 року — секретар Центрального бюро КП(б) Білорусії.
Одночасно з 2 до 20 березня 1921 року — голова Контрольної комісії КП(б) Білорусії.
У грудні 1921 — квітні 1925 року — народний комісар юстиції Білоруської СРР — прокурор Білоруської СРР. Одночасно був заступником голови Ради народних комісарів Білоруської СРР.
У січні 1922 — грудні 1923 року — голова Мінської міської ради робітничих та селянських депутатів.
З квітня 1925 року — відповідальний секретар Шкловського районного комітету КП(б) Білорусії Могильовського округу.
У 1933—1934 роках — голова Могильовської районної контрольної комісії КП(б) Білорусії.
У 1935 — червні 1937 року — прокурор Карельської АРСР.
У липні 1937 — 1938 року — прокурор Мордовської АРСР.
1938 року заарештований органами НКВС СРСР. У 1938 році засуджений до страти, розстріляний.
Посмертно реабілітований.